# Johann Georg Oestreich
Johann Georg Oestreich (* 2. Februar 1770 in Oberbimbach; † 28. Februar 1858 ebenda) war ein deutscher Orgelbauer.

## Familie
Johann Georg Oestreich war der älteste Sohn des Orgelbauers Johann-Markus Oestreich (* 1738 in Oberbimbach; † 1833 ebenda), dem wohl bedeutendsten unter den fünf Generationen von Orgelbauern der Familie Oestreich, aus dessen zweiter Ehe mit Agnes Schmitt (* 1746 in Oberbimbach) und ein Enkel des Jost (Jodocus) Oestreich (1715–1790), der spätestens ab 1745 als der erste Orgelbauer der Familie in Erscheinung trat.
Er heiratete 1798 Margarete Faust (* 1776), mit der er die Kinder Adam Joseph (* 1799), Regina (* 1800), Margarete (* 1801), Michael (1802–1838), Katharina (* 1805) und Augustin (* 1807) hatte. Alle drei Söhne wurden ebenfalls Orgelbauer.

## Wirken
Johann Georg Oestreich lebte in Oberbimbach und begründete den Oberbimbacher Zweig der Familie, während sein jüngerer Bruder Johann Adam Oestreich (* 15. Februar 1776 in Oberbimbach; † 16. Mai 1865 in Bachrain) in das nahe Bachrain zog und den Bachrainer Zweig begründete.
Er wirkte vor allem im Großraum Fulda, wo er viele Orgeln reparierte und auch rund 20 Neubauten herstellte. Seine Orgeln waren in einem traditionellen, nachbarocken Stil gebaut. Während sein Vater seine zweimanualigen Werke mit einer breiten Rokoko-Front baute, setzte Johann Georg Hauptwerk und Oberwerk zweigeschossig übereinander, wobei die Traktur zum Oberwerk durch die zweigeteilte Hauptwerkslade hindurch lief. Die Pfeifen des Pedalwerks standen dahinter.
Die Mehrzahl der von ihm geschaffenen Orgeln ist nicht mehr existent. Von ihm (weitgehend) erhaltene Orgeln befinden sich in der Hugenottenkirche in Schöneberg bei Hofgeismar (1810), in der ev. Pfarrkirche St. Michael in Sondheim vor der Rhön (1819), in der katholischen Pfarrkirche in Buttlar (1821) und in der ehemaligen Wallfahrtskirche in Ober-Wegfurth (1838).

## Werkliste (Auswahl)
| Jahr      | Ort                       | Kirche                                                  | Bild | Manuale | Register | Anmerkungen |
| --------- | ------------------------- | ------------------------------------------------------- | ---- | ------- | -------- | --- |
| 1800      | Marbach (Erfurt)          | St. Gotthardt                                           |      |         |          | nicht erhalten |
| 1801      | Breitenbach (Schlüchtern) | Ev. Kirche                                              |      |         |          | nicht erhalten |
| 1802      | Elters                    | Katholische Pfarrkirche                                 |      | I       | 7        | nicht erhalten; 1890 ersetzt durch Neubau von Guido Knauf aus Gotha |
| 1802      | Hintersteinau             | Ev. Kirche                                              |      |         |          | nicht erhalten |
| 1805      | Gemünden (Wohra)          | Ev. Stadtpfarrkirche                                    |      | II/P    | 18       | zusammen mit Johann-Markus Oestreich; Prospekt erhalten |
| 1810      | Lingelbach                |                                                         |      |         |          | erhalten; stand einige Zeit (ab 1896 ?) in Rothenditmold, seit 1965 in der Hugenottenkirche in Schöneberg bei Hofgeismar; 1991 restauriert von Fa. Orgelbau Schmid, Kaufbeuren. |
| 1818      | Hauswurz                  | kath. Kirche St. Bartholomäus                           |      |         |          | nicht erhalten |
| 1819      | Sondheim vor der Rhön     | ev. Pfarrkirche St. Michael                             |      | II      | 22       | erhalten; zusammen mit seinem Bruder Johann Adam; von Hey Orgelbau 1924 umgebaut und 1967 renoviert                                                                             |
| 1821      | Buttlar                   | kath. Pfarrkirche                                       |      | I/P     | 14       | erhalten: zusammen mit seinem Vater Johann-Markus Oestreich |
| 1825–1827 | Amöneburg                 | St. Johannes der Täufer                                 |      |         |          | mit seinem Vater Johann-Markus; 1833 Erweiterung durch Johann Georg Oestreich; nicht erhalten                                                                                   |
| 1826–1828 | Großkrotzenburg           | St. Laurentius                                          |      |         |          | mit seinen drei Söhnen; Prospekt erhalten |
| 1827      | Hofaschenbach             | St. Peter und Paul                                      |      |         |          | mit seinem Bruder Johann Adam; nicht erhalten |
| 1829      | Künzell-Pilgerzell        | Pfarrkirche St. Flora und St. Kilian auf dem Florenberg |      | I       | 9        | mit seinem Bruder Johann Adam; nicht erhalten |
| 1838      | Langenschwarz             |                                                         |      |         |          | seit 1880 in der ehemaligen Wallfahrtskirche in Ober-Wegfurth erhalten. |
| 1838      | Michelsrombach            | Katholische Pfarrkirche St. Michael                     |      |         |          | mit seinem Bruder Johann Adam und seinem Sohn Adam Joseph; Prospekt heute in Hofaschenbach                                                                                      |
| 1843      | Ketten                    | Kath. St. Georgs-Kirche                                 |      |         |          | nicht erhalten |